# Fort de Paimogo
Le fort de Notre-Dame-des-Anges de Paimogo, ou fort de Paimogo ou fort de Lourinhã est élevé sur une position dominante au-dessus de la plage de Paimogo. 
Le fort est situé dans la municipalité de Lourinhã, dans le district de Lisbonne.

## Histoire
Érigé à partir de 1674, par décision de António Luís de Menezes, du marquis de Marialva et du comte de Cantanhede, héros de la guerre de la Restauration de l'indépendance, avec la fonction de défense de cet intervalle du littoral, intégrait la seconde ligne de défense de la barre du Tage, qui s'élargissait du Praça-forte de Peniche jusqu'à Cascais.
À la fin des guerres libérales, et avec l'évolution des moyens de guerre, le fort a perdu sa fonction de défense.
Classé comme Immeuble d'Intérêt Public, se trouve aujourd'hui abandonné et dans un état avancé de dégradation, avec ses fondations érodées côté sud-ouest, d’où un risque imminent d’effondrement.
Au second semestre 2004, la Mairie de Lourinhã a conclu un accord avec la Direction générale du Patrimoine pour la cession de l'immeuble pour vingt-cinq ans, renouvelables, avec l'intention d'investir dans sa restauration en vue de l’utiliser comme espace culturel intégrant de la Rompue du Dinosaures de l'Institut de la Conservation de la Nature. Les travaux ont commencé au premier semestre 2006.

## Fin des travaux
Les travaux (nettoyage de la citerne, remplacement des portes et des fenêtres, dalles dans la couverture et réparation de l'escalier qui donne accès à la terrasse) sont désormais terminés, pour un coût de 145 000 euros.